# Teatro Politeama (Catanzaro)
Il Teatro Politeama di Catanzaro è un teatro inaugurato il 29 novembre del 2002; il più recente tra i grandi teatri italiani. È situato nel centro storico della città sull'area del cine-teatro Politeama Italia. Si colloca nell'antica tradizione teatrale cittadina iniziata col Teatro Comunale, già Real Teatro Francesco I, aperto nel 1830 e demolito nel 1938. Nel 2016 è stato intitolato a Mario Foglietti, regista, giornalista e scrittore catanzarese che ne era stato sovrintendente.

## Struttura

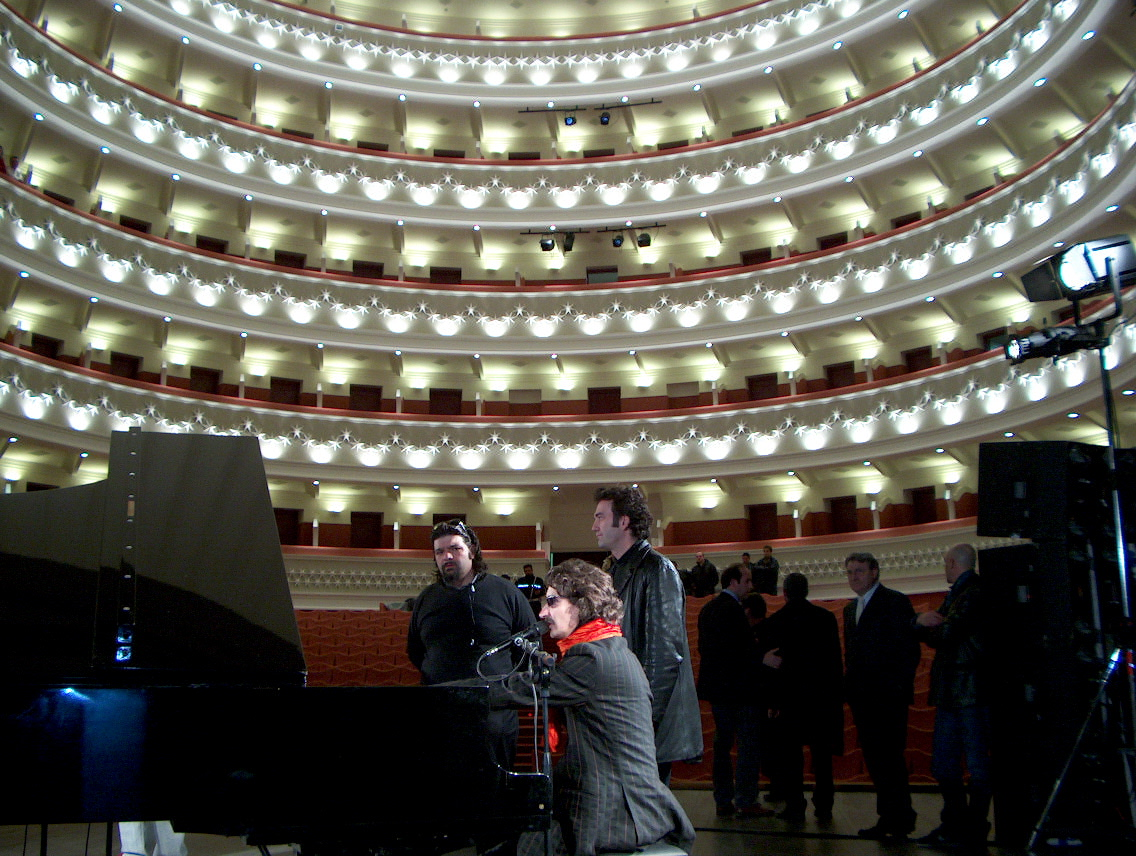
L'interno della sala: si notano le decorazioni stellate

Il teatro è opera dell'architetto Paolo Portoghesi, che si è ispirato a Borromini (dalla facciata, al tema delle ali e quindi al prospetto, che richiama quello dell'Oratorio dei Filippini) e, secondo altri, a Bernini e al suo primo progetto per il Louvre. A ciò l'architetto ha aggiunto il «favolistico»: del teatro è stato detto «riprende il Borromini in stile Disneyland». La struttura è compatta, sviluppata nelle tre sezioni tradizionali di foyer, nella sala centrale, o platea, di 500m² a forma di ferro di cavallo (intorno alla quale si articola l'edificio e che riprende la tradizione del teatro classico all'italiana) e infine nella torre scenica. Sistematico, come comune all'architetto, l'uso delle modanature,fasce orizzontali di collegamento tra spazi, che delimitano, come cornici, i vari piani in senso verticale, come anche la finestratura continua,“fenêtre en longueur”, in tutto il prospetto.
Nello stile delle decorazioni interne vi sono richiami al mondo biologico e a quello botanico (alberi, cielo, acqua, vento, stelle, la scenografica conchiglia che chiude la sommità della sala centrale), con elementi derivati dall'architettura classica e accenni di esperimenti d’avanguardia. Archi classici, quali la lira o il violino, sono rappresentati nelle balconate.
La platea può ospitare 380 spettatori, mentre i cinque ordini di palchi ne possono contenere 550.. Il palcoscenico è largo 22 metri.
La programmazione è varia e include teatro di prosa, musical, recital, danza, balletto, concerti, musica sinfonica e opera; l'acustica, perfezionata a partire dalla stagione 2009-2010 sostituendo la moquette con parquet, ha ottima reputazione.